# SEELA
SEELA（シーラ、1964年12月30日 - ）は、日本のベーシスト、ミュージシャン。D'ERLANGERのベースとして活動している。

## 略歴
- 1983年、瀧川一郎、宇野忠、高校の同級生だった宮平薫と共にD'ERLANGERを結成。（後に宮平と宇野は脱退）
- 1990年、D'ERLANGERメジャーデビュー。同年解散。
- 1992年、FiX結成。
- 1995年、FiXメジャーデビュー。VINYLのサポートメンバーを務める。
- 1996年、FiX解散。
- 1997年、FiXのメンバーだったTETSUYAとATOMIC ZaZa結成。
- 1998年、ATOMIC ZaZa解散。No Stars Innovationに参加。
- 2006年3月31日、No Stars Innovationを脱退。
- 2007年、D'ERLANGER再結成。

## 人物
- 高校生時代に組んだバンドではギタリストだった。
- 芸名の由来はSheila E.から取った。
- デンジャークルー・レコード時代、一年近く綴りを間違えられていた（SELLAと表記されていた)。

## 作品
D'ERLANGER
FiX
- シングル「Shangri-La」 (1995年9月6日　PODH-1272）
- アルバム「Windows」 (1995年9月25日　POCH-1529）
- シングル「Ballet」 (1995年11月25日　PODH-1289）

ATOMIC ZaZa
- シングル「COOLでなんて…」 （1997年8月6日　PCCA-95008）

VINYL
No Stars Innovation
- アルバム「WANANA」 （1999年6月21日）
- アルバム「Heart Man」 （2005年6月22日　POCE-3511）

## 使用機材

### 使用ベース

#### MB-CUSTOM SEELA
モッキンバードタイプベース。